# San Francisco-Frontera
San Francisco-Frontera es una aglomeración urbana que se extiende entre la ciudad argentina de San Francisco en el Departamento San Justo, provincia de Córdoba y Frontera del Departamento Castellanos de la provincia de Santa Fe en las coordenadas 31°25′59″S 62°04′59″O / -31.43306, -62.08306.

## Población
Cuenta con 74 060 habitantes (Indec, 2010). En el anterior censo contaba con 69 522 habitantes (Indec, 1991), lo que representa un incremento del 6,5 % (5% en San Francisco y 14,6 % en Frontera) es el 37.º centro urbano más poblado a nivel nacional, así como el 3.º entre los que se extienden por dos provincias.
| Ciudad                      | Departamento | Provincia | Censo 2010 | Censo 2001 | Censo 1991 | Censo 1980 | Censo 1970 | Censo 1960 |
| --------------------------- | ------------ | --------- | ---------- | ---------- | ---------- | ---------- | ---------- | ---------- |
| San Francisco               | San Justo    | Córdoba   | 61.750     | 58.779     | 55.764     | 51.932     | 45.023     | 38.000     |
| Frontera                    | Castellanos  | Santa Fe  | 10.520     | 9.352      | 7.976      | S/D        | S/D        | S/D        |
| Barrios Acapulco y Veracruz | Castellanos  | Santa Fe  | 1.790      | 1.391      | 933        | S/D        | S/D        | S/D        |
| Total                       |              |           | 74.060     | 69.522     | 64.673     | 58.536     | 48.896     | 39.672     |